# Тимократ Родосский
Тимократ Родосский — родосский грек, отправленный персидским сатрапом Фарнабазом в 396 или 395 году до н. э. чтобы тот принёс деньги в главные греческие города и стал подстрекать их действовать против Спарты. Тимократ посетил Афины, Фивы, Коринф и Аргос и преуспел в том, чтобы убедить сильные фракции в каждом из этих государств преследовать антиспартанскую политику. Ему удалось добиться того, чтобы фиванцы, которые и ранее демонстрировали свою антипатию по отношению к Спарте, обязались начать войну, которая продолжалась с 395 по 387 год до н. э.
Основной целью миссии Тимократа было вынудить спартанского царя Агесилая и его армию уйти, вызвав нестабильную обстановку в Греции. Агесилай по этому поводу сказал, что «персидский царь изгоняет его из Азии  с  помощью  десяти  тысяч стрелков:  такова  была  сумма,  доставленная  в Афины и Фивы и разделенная между народными  вожаками,  чтобы  они  подстрекали народ к войне со спартанцами».